# IEEE 802.11s
IEEE 802.11s ist eine standardisierte Teilspezifikation des IEEE 802.11-Industriestandards für drahtlose Netzwerkkommunikation. Ziel von 802.11s ist ein herstellerunabhängiger Standard zur Einrichtung drahtloser, vermaschter Netzwerke. Im Unterschied zu derzeitigen Mesh-Netzen, die auf vorhandener 802.11a/b/g-Standard-Hardware und auf höheren Netzwerkebenen arbeitender Mesh-Routing-Software basieren, findet das Mesh-Routing bei 802.11s in der MAC-Schicht statt (damit aus Sicht des OSI-Referenzmodells ein „MAC Relaying“) und ist daher wesentlich effizienter, insbesondere auch in Hinblick auf Hardwareanforderungen und Energieverbrauch.

## Geschichte
Die IEEE-Arbeitsgruppe bildete sich 2003, um den 802.11s-Standard für drahtlose MESH-Netzwerke zu definieren. Daraus entstanden bis März 2006 zwei Entwürfe WI-MESH und SEEMesh, die dann zu einem Kompromiss vereinigt werden sollten.
Anfang 2011 gab es noch 72 offene Kommentare. Der 802.11s-Standard wurde 2012 als IEEE Std. 802.11-2012 verabschiedet.
Während der Standard noch nicht verabschiedet war, implementierte die Firma PacketHop im Mai 2008 den ersten Entwurf von 802.11s als Firmware-Modul. Dieses unterstützt den WLAN-Chipsatz von Atheros.

## Überblick über das Standardisierungsvorhaben

### Netzwerkbildung/-erkundung
Darunter fallen die Bildung des Netzwerks (also wie neue Netzknoten sich an das Netz binden etc.), die Erkundung von Nachbarschaftsbeziehungen der Knoten sowie Multi-Channel-Erkundung.

### Routing
Das Routing soll bei 802.11s in der MAC-Schicht stattfinden, da hier benötigte Informationen direkt bereitstehen. Allerdings soll es für die darüberliegende Schicht transparent sein.
Im Entwurf 1.07 von Mitte 2007 gibt es nur noch ein verbindliches Routingprotokoll, nämlich das Hybrid Wireless Mesh Protocol (HWMP), das implementiert werden muss, will man dem Standard entsprechen. Das bis dato optionale RA-OLSR ist nicht mehr Bestandteil des Standards.
HWMP ist eine Zusammenführung zweier Routing-Ansätze.
Um den mobilen Teil eines MESH-Netzwerks handhaben zu können, wird das reaktive AODV um eine Metrik erweitert.
Für den festen Teil des Netzes wird ein proaktives, baum-basiertes Verfahren verwendet.

Im Gegensatz zu OLSR kennen nicht alle Netzwerkknoten ihre Nachbarschaftsbeziehung bzw. die komplette Topologie.
Im mobilen Teil werden die Routen nur bei Bedarf ermittelt, im fixen Teil des Netzes sind alle Routen zu einem gewissen Wurzelknoten bekannt, nicht aber Routen zwischen den normalen Knoten.

### MAC
Auf dieser Schicht werden Beaconing, Synchronisation, Verfahren zur Kanalzugriffskontrolle, ein lokales Congestion Control und das Power-Management implementiert.
Es findet eine Erweiterung des 802.11e-QoS-Standards statt.

### Sicherheit
Sicherheit in 802.11s baut im Wesentlichen auf dem bisherigen Sicherheitsstandard 802.11i auf.

### Sonstiges
Die Kompatibilität zu bestehenden 802.11a/b/g-Geräten soll gewährleistet werden.